# Philoponella prominens
Espèce
Synonymes
- Uloborus prominens Bösenberg & Strand, 1906

Philoponella prominens est une espèce d'araignées aranéomorphes, de la famille des Uloboridae.

## Répartition géographique
Cette espèce se rencontre au Japon, à Taïwan, en Corée du Sud et en Chine.

## Description

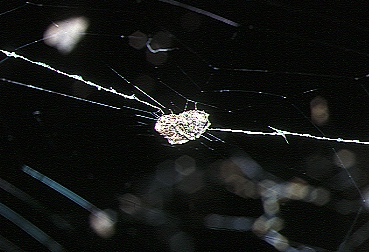
Stabilimentum de Philoponella prominens.

| - Philoponella prominens ♂. - Philoponella prominens ♀. |

Le mâle mesure 3,2 mm et la femelle 4 mm.

## Reproduction
Beaucoup de mâles, pour éviter d'être dévorés par la femelle après l'accouplement (en), s'enfuient dès qu'ils ont déposé ses spermatozoïdes en effectuant un saut extrêmement rapide (vitesse moyenne d'éjection d'environ 66 cm/s), pouvant atteindre 88,2 cm/s (3,18 km/h), soit l'équivalent d'un bon de 530 mètres pour un être humain.

### Publication originale
- Bösenberg & Strand, 1906 : Japanische Spinnen. Abhandlungen der Senckenbergischen Naturforschenden Gesellschaft, vol. 30, p. 93-422 (texte intégral).